# 반투명
반투명(半透明)은 빛을 반쯤 통과시키는 특성으로 근래에 유행하고 있는 디자인에 쓰이는 빛을 활용하는 성질의 플라스틱 소재를 사용하는 제품에 잘 사용하는 말이다. 이러한 출시된 제품은 '스켈톤'이라 불리는데 '트랜스루슨트'(translucent)라는 어휘가 적합하다.